# Élias Wildmanstadius
Élias Wildmanstadius est une nouvelle de Théophile Gautier, sous-titrée ou l’homme Moyen Âge, publiée en 1832.

## Historique
Ce portrait-charge paraît d'abord dans une première version dans les Annales romantiques en 1832, puis dans Le Cabinet de lecture .
La nouvelle est finalement recueillie et publiée en 1833 dans le volume des Jeunes France, romans goguenards. 

## Résumé
Théophile Gautier fait le portrait d'une des « innombrables variétés de jeunes-France », l'espèce jeune-France Moyen Âge. En fait, il s'agit d'un de ses camarades de la bohème romantique, Célestin Nanteuil.